# 呉淑貴
呉淑貴（朝鮮語: 오숙귀）は、朝鮮氏族の軍威呉氏の始祖である。呉淑貴は、新羅の智証王時代に中国から新羅に渡来した呉瞻を先祖に持つ同福呉氏の始祖の呉賢佐の息子である。